# Ulla-Maj Wideroos
Cecilia Ulla-Maj Wideroos (22 d'octubre de 1951 a Jakobstad, Finlàndia) és una política finlandesa que pertany al Partit Popular Suec.
Es llicencià en Economia al Col·legi Comercial Vaasa el 1971. Va treballar al banc Vöyri säästöpankki, com a secretària de premsa de l'Oficina de Premsa nòrdica i com a directora del districte d'Oravais Talo-Hus Ab.
Wideroos es va iniciar en política als anys setanta i vuitanta. Fou alcaldessa d'Oravainen entre 1986 i 1995 Assistent especial del ministre de Transports Norrback entre els anys 1991 i 1992.
Escollida diputada al Parlament per primera vegada el 1995, va formar part del Comitè d’Educació i Cultura, del Comitè de Medi Ambient, del Comitè d’Administració i del Comitè de Comerç. Va dirigir el seu grup parlamentari del 1999 al 2003 i altre cop del 2007 al 2011.
Wideroos va ser Viceministra de Finances al gabinet de Jäätteenmäki del 17 d'abril fins al 24 de juny de 2003 i del primer govern de Matti Vanhanen del 24 de juny de 2003 fins al 18 d'abril del 2007.
Del 2007 al 2009 fou la secretària general de l'Assemblea Sueca de Finlàndia. I ha estat diputada des del març de 1995 fins a l'abril de 2015.
Wideroos viu a Närpes, a la Finlàndia Occidental. És casada i té un fill.